# Buick Enclave
Buick Enclave ist eine SUV-Modellreihe von Buick, die seit 2007 in bisher zwei Generationen hergestellt wird.
In Nordamerika wird seit 2017 die zweite Modellgeneration angeboten, in China, wo das Fahrzeug ab 2008 angeboten wurde, gab bis Anfang 2019 noch eine Website zur ersten Generation. Die zweite Generation wird nicht mehr in China verkauft.
Ihre Plattform teilt sich die Modellreihe mit anderen Modellen des GM-Konzerns wie dem Chevrolet Traverse und dem GMC Acadia.

## Bauzeitraum
- Buick Enclave GMT967 (GM Lambda-Plattform): 2007–2017
- Buick Enclave C1YB (GM C1XX-Plattform): seit 2017

## Baureihen im Überblick

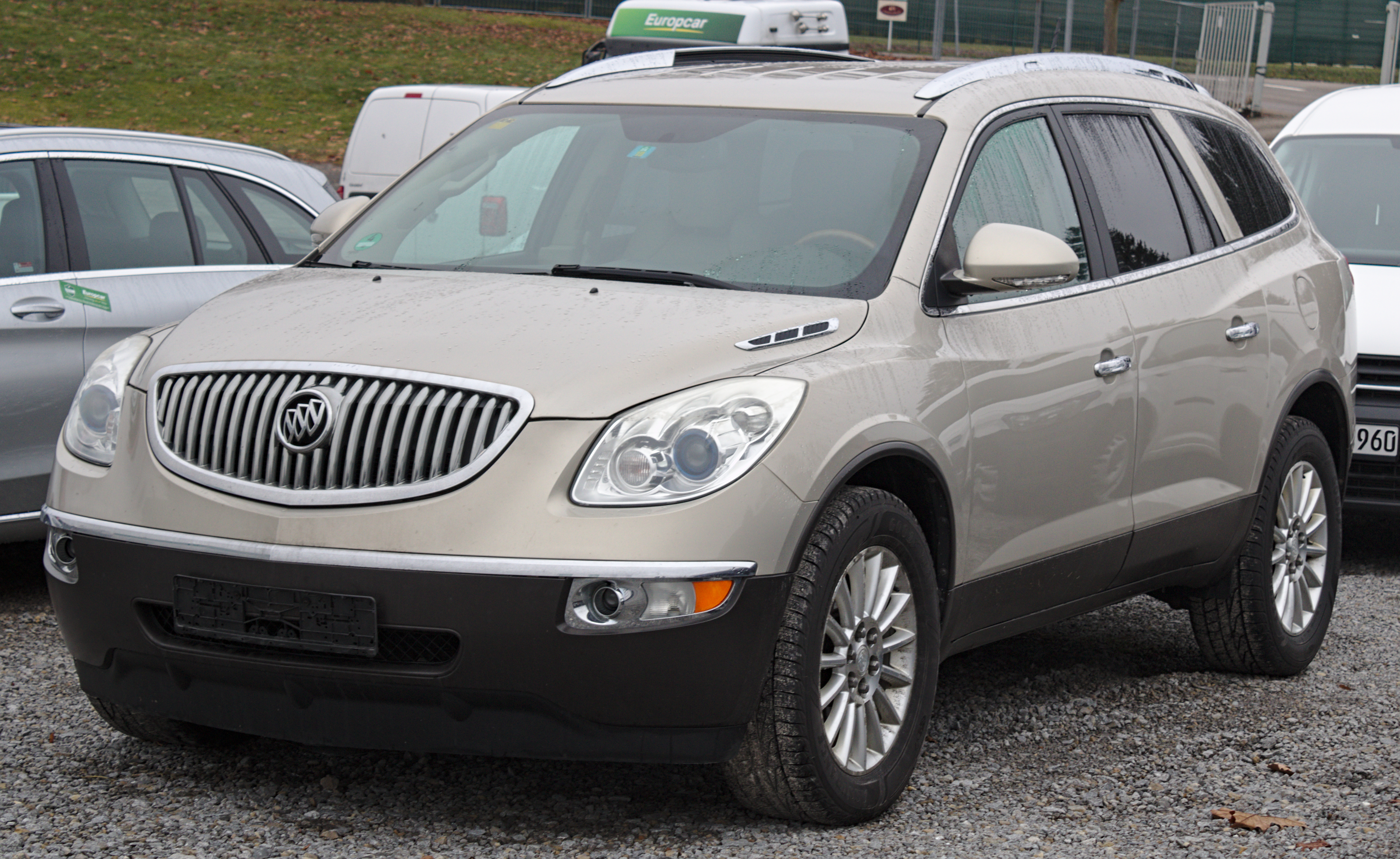
Buick Enclave GMT967 2007–2017
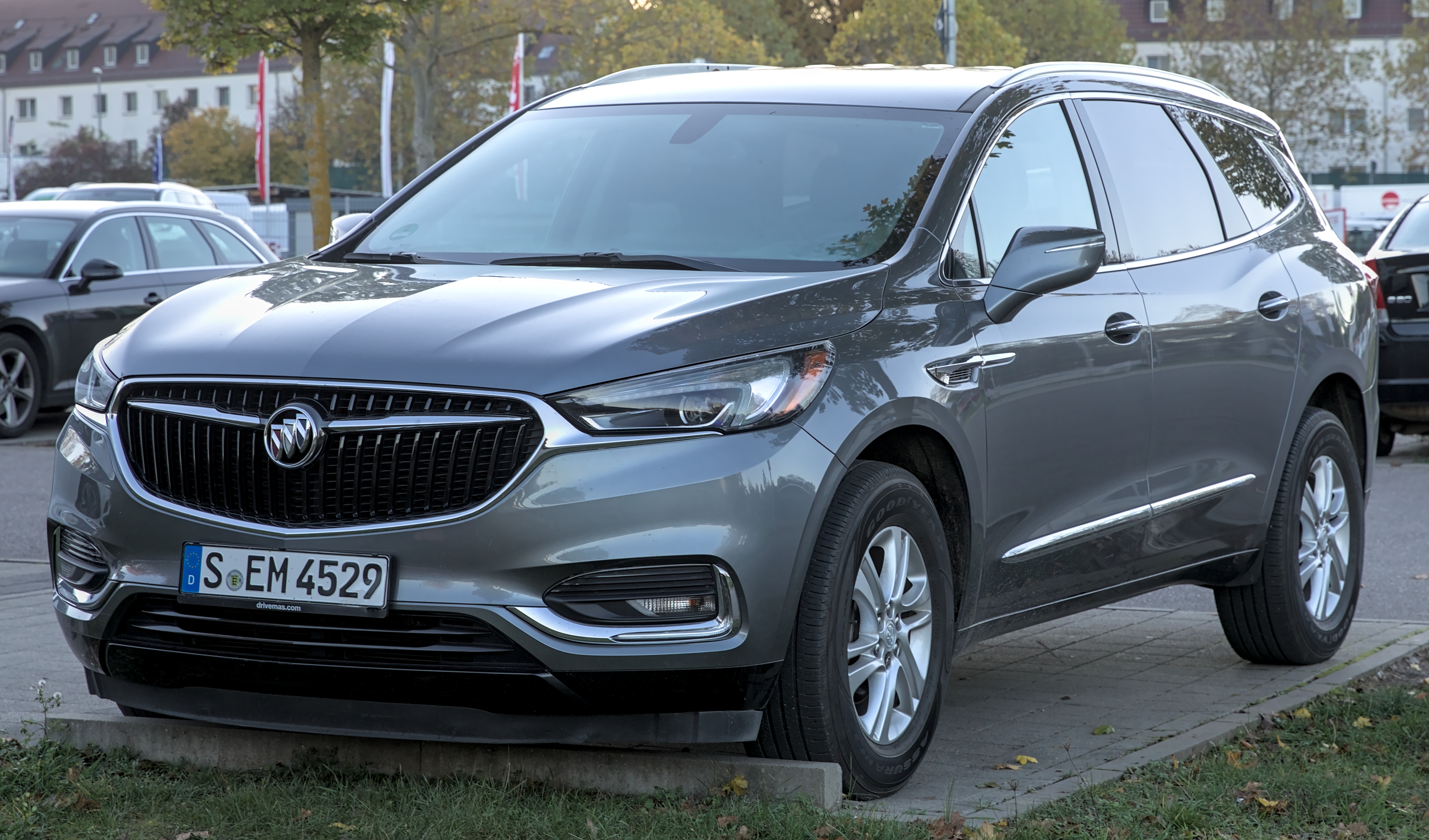
Buick Enclave C1YB 2017–